# Norbert Thimm
Norbert Thimm (nacido el 21 de agosto de 1949 en Dortmund, Alemania)  es un exjugador de baloncesto alemán. Con 2.05 de estatura, jugaba en la posición de pívot.

## Equipos
- -69  SSV Hagen
- 1969-72 TuS 04 Leverkusen
- 1972-73 Real Madrid (solo Copa de Europa)
- 1973-81 TuS 04 Leverkusen

## Palmarés
- 5 Ligas de Alemania con el TuS 04 Leverkusen (1969-70, 1970-71, 1971-72, 1975-76 y 1978-79)
- 3 Copas de Alemania con el TuS 04 Leverkusen (1969-70, 1970-71 y 1975-76)

## Internacionalidades
Fue internacional con Alemania en 150 ocasiones, participando en los siguientes eventos:
- Eurobasket 1971: 9ª posición.
- Juegos Olímpicos de Múnich 1972: 12ª posición.